# Julia Chapman
Pour les articles homonymes, voir Chapman.
Œuvres principales
- Série Les Détectives du Yorkshire
- Série Les Chroniques de Fogas

Julia Stagg, plus connue sous le pseudonyme de Julia Chapman, est une autrice britannique de romans et de romans policiers.

## Biographie
Après avoir voyagé dans de nombreux pays en tant que professeure d’anglais Langue étrangère, Julia Stagg s’installe en 2004 dans les Pyrénées françaises, en Ariège, où elle tiendra avec son mari une auberge-restaurant pendant près de six ans,.
Elle s’inspire de cette expérience pour écrire en 2009 le premier volume de sa série de romans Les Chroniques de Fogas. L'Auberge raconte les aventures d’un couple d’Anglais, gérants de la petite Auberge des deux Vallées située en Ariège. Plusieurs volumes livrent les intrigues des habitants du village de Fogas situé à la frontière entre la France et Andorre.

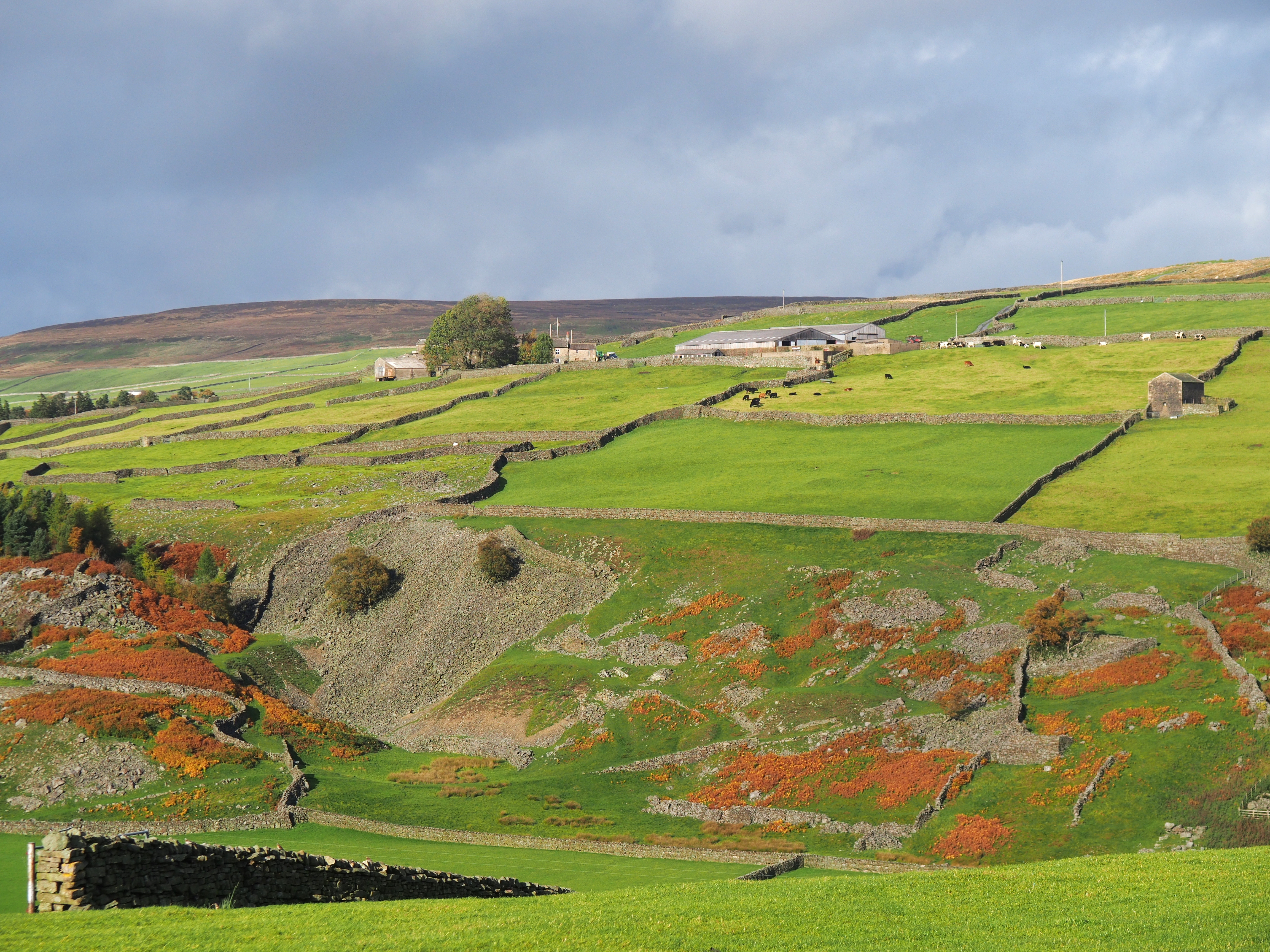
Paysage caractéristique de la région des Vallons du Yorkshire où se déroulent les romans de la série des Détectives du Yorkshire.

Après son retour au nord de l'Angleterre dans la région des Vallons du Yorkshire (Yorkshire Dales), Julia Stagg prend le pseudonyme de Julia Chapman et se lance dans le roman policier. Dans son nouveau cycle Les Détectives du Yorkshire, les deux héros Samson et Delilah évoluent dans un univers très inspiré de son environnement quotidien, cette fois-ci peuplé des collines et des moutons du Yorkshire. Comme pour la série des Fogas, Julia Chapman utilise le paysage, les particularités régionales et une galerie de personnages parmi les habitants du village fictif de Bruncliffe pour tisser des intrigues complexes et humoristiques dans la veine des cozy mysteries (en) qui connaissent rapidement le succès.

## Œuvre

### SérieLes Chroniques de Fogas
Cette série est écrite sous son nom de Julia Stagg, mais paru en français sous le pseudonyme de Julia Chapman.
1. L'Auberge, Robert Laffont, 2021 ((en) L'Auberge, Hodder & Stoughton, 2011)
2. Le Retour du Parisien, Robert Laffont, 2022 ((en) The Parisianss Return, Hodder & Stoughton, 2012)
3. La Demoiselle de la Poste, Robert Laffont, 2023 ((en) The French Postmistress, Hodder & Stoughton, 2013)
4. (en) A Fête to Remember, Hodder & Stoughton, 2014
5. (en) Last Chance in the Pyrenees, Hodder & Stoughton, 2015

Roman se passant également à Fogas :
- (en) A Christmas Wedding, Hodder & Stoughton, 2014

### SérieLes Détectives du Yorkshire
Cette série est écrite sous le pseudonyme de Julia Chapman.
1. Rendez-vous avec le crime, Robert Laffont, coll. « La Bête noire », 2018 ((en) Date with Death, Pan Macmillan, 2017), trad. Dominique Haas
2. Rendez-vous avec le mal, Robert Laffont, coll. « La Bête noire », 2018 ((en) Date with Malice, Pan Macmillan, 2017), trad. Dominique Haas et Stéphanie Leigniel
3. Rendez-vous avec le mystère, Robert Laffont, coll. « La Bête noire », 2018 ((en) Date with Mystery, Pan Macmillan, 2018), trad. Dominique Haas et Viviane Mikhalkov
4. Rendez-vous avec le Poison, Robert Laffont, coll. « La Bête noire », 2019 ((en) Date with Poison, Pan Macmillan, 2019), trad. Dominique Haas et Stéphanie Leigniel
5. Rendez-vous avec le danger, Robert Laffont, coll. « La Bête noire », 2019 ((en) Date with Danger, Pan Macmillan, 2020), trad. Dominique Haas et Stéphanie Leigniel
6. Rendez-vous avec la ruse, Robert Laffont, coll. « La Bête noire », 2020 ((en) Date with Deceit, Pan Macmillan, 2020), trad. Dominique Haas et Stéphanie Leigniel
7. Rendez-vous avec la menace, Robert Laffont, coll. « La Bête noire », 2021 ((en) Date with Betrayal, Pan Macmillan, 2021), trad. Dominique Haas et Stéphanie Leigniel
8. Rendez-vous avec le diable, Robert Laffont, coll. « La Bête noire », 2022 ((en) Date with Evil, Pan Macmillan, 2022), trad. Dominique Haas et Stéphanie Leigniel
9. Rendez-vous avec la justice, Robert Laffont, coll. « La Bête noire », 2023 ((en) Date with Justice, Pan Macmillan, 2023), trad. Dominique Haas et Stéphanie Leigniel
10. Rendez-vous avec le destin, Robert Laffont, coll. « La Bête noire », 2024 ((en) Date with Destiny)

#### Nouvelle
- La grande décision de Barry, Robert Laffont, coll. « La Bête noire », 2025 ((en) Barry's Big Decision, Julia Chapman, 2025), trad. Dominique Haas et Stéphanie Leigniel, 11 p.  (ISBN 978-2-221-28380-6)Publiée uniquement en format numérique.